# 35 Batalion Celny
35 Batalion Celny – jednostka organizacyjna formacji granicznych II Rzeczypospolitej.

## Formowanie i zmiany organizacyjne
Na podstawie rozkazu Ministra Spraw Wojskowych L.11069/Mob. z dnia 13 sierpnia 1921 w miejsce batalionów etapowych i wartowniczych utworzone zostały bataliony celne. 35 batalion celny powstał w granicach DOG Lublin, a zorganizowano go na bazie VII/I i IV/II batalionu etapowego. Etat batalionu wynosił 14 oficerów i 600 szeregowych. Podlegał Ministerstwu Spraw Wewnętrznych.
Mimo że batalion był w całym tego słowa znaczeniu oddziałem wojskowym, nie wchodził on w skład pokojowego etatu armii. Uniemożliwiało to uzupełnianie z normalnego poboru rekruta. Ministerstwo Spraw Wojskowych zarówno przy ich formowaniu, jak i uzupełnianiu przydzielało mu często żołnierzy podlegających zwolnieniu, oficerów rezerwy oraz szeregowców i oficerów zakwalifikowanych przez dowództwa okręgów generalnych jako nie nadających się do dalszej służby wojskowej.
W listopadzie 1921 Ministerstwo Spraw Wewnętrznych postanowiło powołać brygady celne. 35 batalion celny znalazł się w strukturze 6 Brygady Celnej. 
Wykonując postanowienia uchwały Rady Ministrów z 23 maja 1922, Minister Spraw Wewnętrznych rozkazem z 9 listopada 1922 zmienił nazwę „Baony Celne” na „Straż Graniczna”. Wprowadził jednocześnie w formacji nową organizację wewnętrzną. 35 batalion celny przemianowany został na 35 batalion Straży Granicznej.

## Służba celna
Odcinek batalionowy podzielony był na cztery pododcinki, które obsadzały kompanie wystawiające posterunki i patrole. Posterunki wystawiano wzdłuż linii granicznej w taki sposób, by mogły się nawzajem widzieć w dzień. W tym zakresie batalion współpracował z posterunkami i patrolami Policji Państwowej. Współpraca polegała na tym, że te pierwsze wystawiały wzdłuż linii granicznej stale posterunki i patrole, natomiast policja tworzyła je w głębi strefy, poza linią graniczną. W zakresie ochrony granicy batalion podlegał staroście.
Sąsiednie bataliony
- 25 batalion celny ⇔ 26 batalion celny – XII 1921[10]

## Kadra batalionu
Dowódcy batalionu
| stopień | imię i nazwisko      | okres pełnienia służby | kolejne stanowisko |
| ------- | -------------------- | ---------------------- | ------------------ |
| ppłk    | Bolesław Skarszewski | 1 V 1922 – 1 X 1922    |                    |

## Struktura organizacyjna
| Ordre de Bataille 35 batalionu celnego w Ostrogu na dzień 1 maja 1922 | Ordre de Bataille 35 batalionu celnego w Ostrogu na dzień 1 maja 1922 | Ordre de Bataille 35 batalionu celnego w Ostrogu na dzień 1 maja 1922 | Ordre de Bataille 35 batalionu celnego w Ostrogu na dzień 1 maja 1922 | Ordre de Bataille 35 batalionu celnego w Ostrogu na dzień 1 maja 1922 |
| kompanie                                                              | 1. Międzyrzecze                                                       | 2. Ostróg - Nowe Miasto                                               | 3. Wilja                                                              | 4. Bołotkowce                                                         |
| --------------------------------------------------------------------- | --------------------------------------------------------------------- | --------------------------------------------------------------------- | --------------------------------------------------------------------- | --------------------------------------------------------------------- |
| dowódcy                                                               | kpt. Czeczukiewicz                                                    | kpt. Korzeniowski                                                     | por. Halicki                                                          | por. Stobiński                                                        |
| placówki                                                              | Bielmaż                                                               | Nowe Miasto                                                           | Zakoty                                                                | Lachów                                                                |
| placówki                                                              | Bory                                                                  | Nowe Miasto                                                           | Zakoty                                                                | Bołotkowce                                                            |
| placówki                                                              | Bory                                                                  | Nowe Miasto                                                           | Wilja                                                                 | Futory                                                                |
| placówki                                                              | Stójło                                                                | Ostróg                                                                | Wilja                                                                 | Futory                                                                |
| placówki                                                              |                                                                       | Wielbowno                                                             | Wilja                                                                 |                                                                       |
| placówki                                                              | Badówka                                                               | Wilja                                                                 |                                                                       |                                                                       |
| OdeB 35 batalionu celnego w Ostrogu na dzień 1 października 1922      |                                                                       |                                                                       |                                                                       |                                                                       |
| kompanie                                                              | 1. Bołotkowce                                                         | 2. Międzyrzecze                                                       | 3. Bołożówka                                                          | 4. Wilja                                                              |
| dowódcy                                                               | kpt. Czeczukiewicz                                                    | kpt. Korzeniowski                                                     | por. Halicki                                                          | por. Stobiński                                                        |
| placówki                                                              | Stójło                                                                | Bory                                                                  | folwark Kunowice                                                      | Chodaki                                                               |
| placówki                                                              | Futory                                                                | Bory                                                                  | Bołożówka                                                             | Zakoty                                                                |
| placówki                                                              | Bołotkowce                                                            | Międzyrzecze                                                          | leśniczówka                                                           | Wilja                                                                 |
| placówki                                                              | Lachów                                                                | Nowe Miasto Ostróg                                                    | Talle                                                                 | Wilja                                                                 |
| placówki                                                              |                                                                       |                                                                       | leś. Świażka                                                          | Wilja                                                                 |